# Gubblehávrre
Der Gubblehávrre ist ein See in Nordschweden.